# Antítese
Antítese (Grego para "oposto à criação", do ἀντί "contra" + θέσις "posição") é uma figura de linguagem (figuras de estilo) que consiste na exposição de ideias opostas. Ocorre quando há uma aproximação de palavras ou expressões de sentidos opostos. Esse recurso foi especialmente utilizado pelos autores do período Barroco. O contraste que se estabelece serve, essencialmente, para dar uma ênfase aos conceitos envolvidos, que não se conseguiria com a exposição isolada destes. É uma figura relacionada e muitas vezes confundida com o paradoxo.
Várias antíteses podem ser feitas através de Amor e Ódio, Sol e Chuva, Paraíso e Inferno, Deus e Diabo, Alegria e Tristeza
A antítese é a figura mais utilizada no Barroco, estilo de época conhecido como arte do conflito, em que também há presença de paradoxos, por apresentar oposições nas ideias expressas.
Podemos entender como uma "tese contrária", embora não se trate do mesmo "paradoxo" científico. Aqui trata-se de asseverar algo por palavras contrárias, quando a linguagem corrente não tem força de expressão devido à previsibilidade de palavras que se tornaram corriqueiras.
A antítese é também um dos três elementos da dialética hegeliana: tese, antítese e síntese.

## Exemplos
| “ | Nasce o Sol, e não dura mais que um dia; Depois da Luz se segue à noite escura; Em tristes sombras morre a formosura, Em contínuas tristezas e alegrias. | ” |

Sendo antítese, as palavras “luz e noite escura” e “tristezas e alegrias”.
Viverei para sempre ou morrerei tentando
Onde queres prazer sou o que dói (...) E onde queres tortura, mansidão (...) E onde queres bandido sou herói. (Caetano Veloso)
Residem juntamente no teu peito/um demônio que ruge e um deus que chora (Olavo Bilac)
- "Já estou cheio de me sentir vazio, meu corpo é quente e estou sentindo frio." (Renato Russo)
- "Será que eu sou Medieval? Baby, eu me acho um cara tão atual, Na moda da nova idade média." (Cazuza)
- "Eu presto atenção no que eles dizem, mas eles não dizem nada" (Humberto Gessinger)

- "Fácil falar, fazer previsões, depois que aconteceu" (Humberto Gessinger)

- "Mas que seja infinito enquanto dure" (Vinicius de Moraes)

- "Do riso se fez o pranto" (Vinícius de Moraes)

- "...a pele escura e suada do cavalo e a seda branca da blusa..."(Rubem Braga)

- "Ele a amava, ela o odiava".

- "Hoje fez sol, ontem, porém, choveu muito".